# Bagneux, Hauts-de-Seine

Bagneux este o comună în departamentul Hauts-de-Seine, Franța. În 2009 avea o populație de 38,495 de locuitori.